# Anastasio Vives de Rocamora
Anastasio Vives de Rocamora fue un religioso y obispo español.

## Biografía
Nació en Orihuela. En dicha ciudad ingresa en el Convento de Ntra. Sra. del Carmen de la Orden de los Carmelitas Descalzos. De allí pasa a Valencia donde llegó a ser el Prior del Convento de dicha ciudad.
Llegó a ser Padre Provincial de la Orden. Desde su cargo ayudó a la creación del Convento de los Carmelitas de San Pablo en Orihuela, así como una escuela de Latinidad en dicho convento
En 1661 su Santidad el Papa lo nombra obispo de Segorbe
Entre sus principales actos para la diócesis están la celebración del Sínodo de 1668, así como la construcción del nuevo templo de la Compañía de Jesús en la capital de la Diócesis.
Durante su pontificado, el duque de Segorbe envió desde Roma el cuerpo de San Félix mártir que en la actualidad es venerado en la Catedral. 
Comenzó una serie de reformas en la Catedral sufrangando el coste él, el coste de la portada mayor y del retablo del Carmen de dicho templo.

## Renuncia
La muerte violenta de dos canónigos curados y su avanzada edad hicieron que el obispo renunciase en 1672 a su sede, volviendo al seno de su orden al retirarse al convento de carmelitas de Onda donde finalmente murió.